# Calciotantita
La calciotantita és un mineral de la classe dels òxids, que pertany al grup de la natrotantita. Rep el seu nom per la seva relació amb la tantita i el seu contingut en calci.

## Característiques
La calciotantita és un òxid de fórmula química CaTa₄O11. Cristal·litza en el sistema hexagonal. La seva duresa a l'escala de Mohs és 6,5. És una espècie idèntica a la desacreditada ungursaïta.
Segons la classificació de Nickel-Strunz, la calciotantita pertany a «04.DJ - Minerals òxids amb proporció metall:oxigen = 1:2 i similars, amb cations grans (+- mida mitja); marcs polièdrics» juntament amb els següents minerals: irtyshita i natrotantita.

## Formació i jaciments
Va ser descoberta l'any 1982 al mont Vasin-Myl'k, a la tundra Voron'i, a l'óblast de Múrmansk (Rússia). També ha estat descrita a Suècia, al Kazakhstan, a Austràlia i a la República Democràtica del Congo.